# Virgaviridae
Virgaviridae es una familia de virus de ARN monocatenario positivo que infectan plantas. Actualmente hay 59 especies en esta familia, divididas entre 7 géneros. El nombre de la familia se deriva de la palabra latina virga (barra), ya que todos los virus de esta familia tienen forma de barra. Incluye al primer virus descrito el "virus del mosaico del tabaco".
Los virus de esta familia no tienen la envoltura vírica y su forma tiene geometrías rígidas de varillas helicoidales y simetría helicoidal. El diámetro es de alrededor de 20-25 nm y los viriones tienen un "canal" central. Los genomas son de ARN lineal y pueden estar compuesto de tres segmentos. Las proteínas de la cápside son de aproximadamente 19-24 kiloDaltons. La replicación viral se produce en el citoplasma. La entrada en la célula huésped se logra mediante penetración.
Aunque los miembros del género Benyovirus tienen forma de barra e infectan plantas, no están incluidos en esta familia ya que sus proteínas parecen estar muy distantemente relacionadas con esta familia y por ello están incluidos en la familia Benyviridae. Otro género relacionado es el Charavirus que infecta las algas carófitas.

## Géneros
Incluye los siguientes géneros:
- Furovirus
- Goravirus
- Hordeivirus
- Pecluvirus
- Pomovirus
- Tobamovirus
- Tobravirus